# Cá đục
Cá đục (Danh pháp khoa học: Sillaginidae) là một họ cá biển trong bộ Cá vược. Ở Việt Nam, cá đục được ghi nhận là có ở vùng biển Bình Thuận và còn được gọi là cá đục vàng, trong đó vùng biển có cá đục ngon và nhiều nhất là La Gi.

## Đặc điểm
Cá đục thuộc loại cá biển, dài khoảng 10–15 cm thân to bằng ngón tay cái, sống gần bờ biển, chúng có hình dạng tương tự loài cá bống nước ngọt. Thịt cá đục khá ngon, tương tự cá bống nước ngọt. Đặc điểm của loại cá đục là nhỏ, dài khoảng 10–15 cm, thon, có vảy ánh màu xà cừ nên có khi còn gọi là cá đục bạc. Cá đục có thể chế biến được rất nhiều món ngon vì thịt chắc, trắng, có vị ngọt và hầu như mùa nào cũng hiện diện.

## Các loài

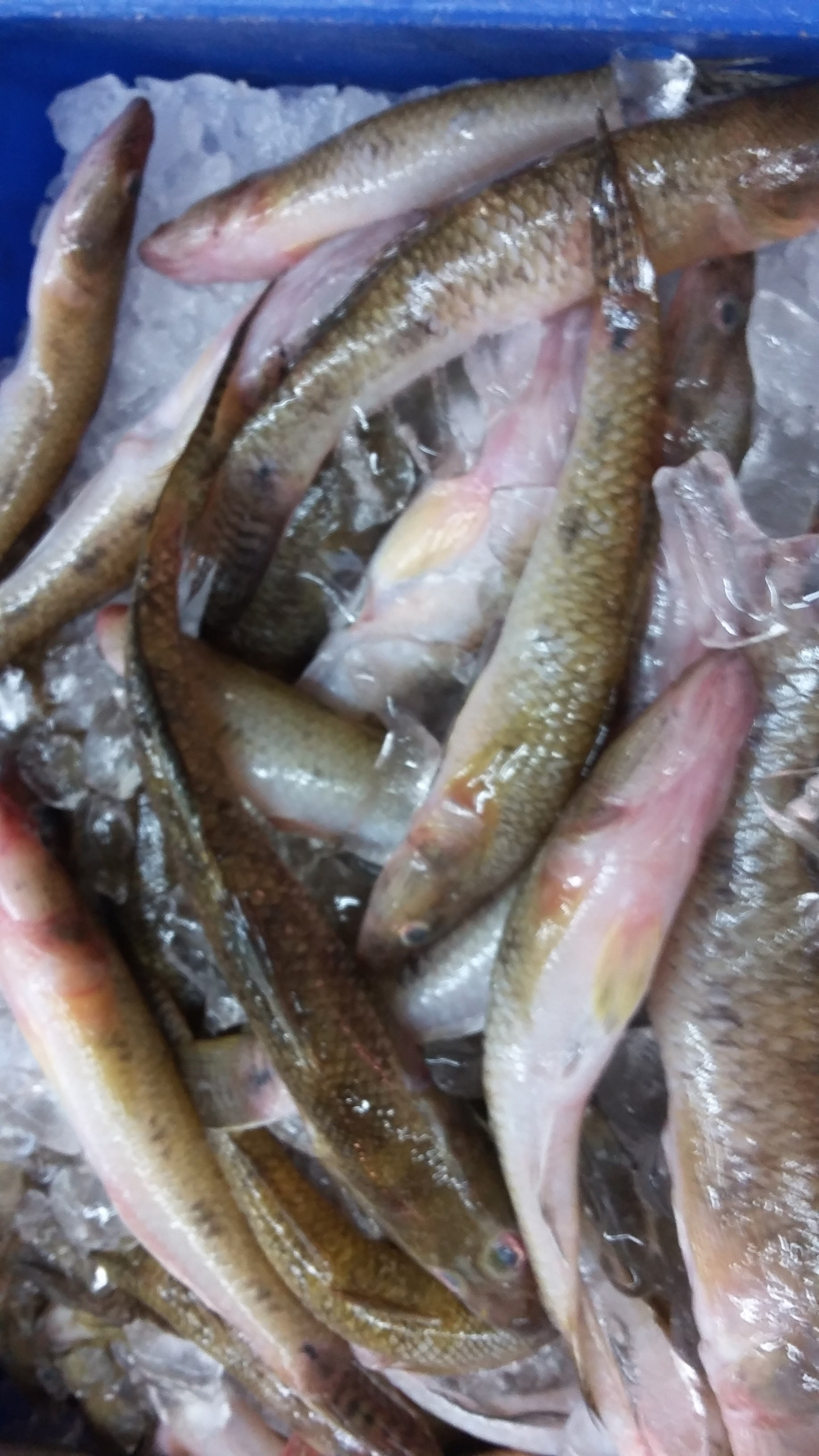
Cá bống đục ở Việt Nam

Tên các loài được sắp xếp theo thứ tự tên khoa học và tên địa phương bằng tiếng Việt (nếu có).
- Họ SILLAGINIDAE
  - Chi Sillaginodes
    - Sillaginodes punctatus (Cuvier, 1829).

  - Chi Sillaginopodys
    - Sillaginopodys chondropus Bleeker, 1849.

  - Chi Sillaginops
    - Sillaginops macrolepis Bleeker, 1859.

  - Chi Sillaginopsis
    - Sillaginopsis panijus (Hamilton, 1822).

  - Chi Sillago
    - Sillago aeolus (Jordan & Evermann, 1902)
    - Sillago analis (Whitley, 1943)
    - Sillago arabica (McKay & McCarthy, 1989)
    - Sillago argentifasciata (Martin & Montalban, 1935)
    - Sillago asiatica (McKay, 1982)
    - Sillago attenuata (McKay, 1985)
    - Sillago bassensis (Cuvier, 1829)
    - Sillago boutani (Pellegrin, 1905)
    - Sillago burrus (Richardson, 1842)
    - Sillago ciliata (Cuvier, 1829)
    - Sillago flindersi (McKay, 1985)
    - Sillago indica (McKay, Dutt & Sujatha, 1985)
    - Sillago ingenuua (McKay, 1985)
    - Sillago intermedius (Wongratana, 1977)
    - Sillago japonica (Temminck & Schlegel, 1843)
    - Sillago lutea (McKay, 1985)
    - Sillago maculata (Quoy and Gaimard, 1824)
    - Sillago megacephalus (Lin, 1933)
    - Sillago microps (McKay, 1985)
    - Sillago nierstraszi (Hardenberg, 1941)
    - Sillago parvisquamis (Gill, 1861)
    - Sillago robusta (Stead, 1908)
    - Sillago schomburgkii (Peters, 1864)
    - Sillago sihama (Forsskål, 1775)
    - Sillago soringa (Dutt and Sujatha, 1982)
    - Sillago vincenti (McKay, 1980)
    - Sillago vittata (McKay, 1985)

## Tiến hóa
- Sillago campbellensis (Schwarzhans, 1985) Australia, Miocene[2]
- Sillago hassovicus (Koken, 1891) Poland, Middle Miocene[3]
- Sillago maculata (Quoy and Gaimard, 1824) New Zealand, Middle Pleistocene[4]
- Sillago mckayi (Schwarzhans, 1985) Australia, Oligocene[2]
- Sillago pliocaenica (Stinton, 1952) Australia, Pliocene[5]
- Sillago recta (Schwarzhans, 1980) New Zealand, Upper Miocene[6]
- Sillago schwarzhansi (Steurbaut, 1984) France, Lower Miocene[7]
- Sillago ventriosus (Steurbaut, 1984) France, Upper Oligocene[7]

## Trong ẩm thực
Cá đục vàng được nướng trên bếp than hồng, cuốn bánh tráng chấm với nước mắm chua cay cùng các loại rau là món ăn ngon, cá đục còn được chế biến thành nhiều món ăn ngon như: cá đục chiên giòn, gỏi cá đục, cá đục kho tộ, cá đục nấu canh chua, cá đục rau răm. cá đục làm sạch để ráo, ướp chút muối, mì chính, ớt hiểm giã giập khoảng 10 phút rồi nướng trên bếp than hồng. Phải nhanh tay lật trở vỉ cá nướng thường xuyên để cá chín đều và không bị cháy, Khi lớp vảy cá bên ngoài chuyển sang màu vàng ruộm, dậy lên hương thơm, Cá đục nướng cuốn bánh tráng và các loại rau sống như xà lách, dưa leo, khế, chuối chát, húng, quế... chấm nước mắm chua cay ngọt.